# Universitate de arte liberale
O universitate de arte liberale este o universitate care accentuează în primul rând studiul artelor și științelor liberale. Spre deosebire de universitățile de profil profesional, vocațional sau tehnic, cele de arte liberale au scopul să dezvolte cunoștințele generale și capacitățile intelectuale de bază ale studenților.